# Salsola candida
Salsola candida är en amarantväxtart som beskrevs av Edward Fenzl och Johann Franz Drège. Salsola candida ingår i släktet sodaörter, och familjen amarantväxter. Inga underarter finns listade i Catalogue of Life.